# Route nationale 355
Pour les articles homonymes, voir Route 355.
La route nationale 355, ou RN 355, est une route nationale française reliant l'échangeur no 20 de l'A 1 au Centre Régional des Transports. Le décret du 5 décembre 2005 prévoit son transfert au département du Nord
Auparavant, elle reliait Ascq au Cateau-Cambrésis. À la suite de la réforme de 1972, la RN 355 a été déclassée en RD 955 à l'exception du tronc commun avec la RN 342 (entre Saint-Python et Solesmes) qui a été renuméroté RD 942. Le tronc commun avec la RN 353 (entre Saint-Amand-les-Eaux et Nouveau-Jeu), autrefois numéroté RN 353, a été renuméroté RD 955 alors que le tronçon entre Nouveau-Jeu et Hasnon était renuméroté RD 953
Voir l'ancien tracé de la RN 355 sur Google Maps

## Ancien tracé d'Ascq au Cateau-Cambrésis

### Ancien tracé d'Ascq à Saint-Amand-les-Eaux (D 955)
- Ascq D 955 (km 0)
- Sainghin-en-Mélantois (km 2)
- Bouvines (km 5)
- Cysoing (km 7)
- Bourghelles (km 9)
- Bachy (km 11)
- Mouchin (km 16)
- Planard, commune d'Aix (km 17)
- Rumegies (km 22)
- Lecelles (km 26)
- Saint-Amand-les-Eaux D 955 (km 29)

### Ancien tracé de Nouveau-Jeu à Croix-Sainte-Marie (D 953 et D 955)
- Nouveau-Jeu, commune de Rosult D 953 (km 32)
- Hasnon D 955 (km 35)
- Hélesmes (km 41)
- Denain (km 47)
- Haulchin (km 50)
- Croix-Sainte-Marie, commune de Douchy-les-Mines D 955 (km 51)

### Ancien tracé de Croix-Sainte-Marie au Cateau-Cambrésis (D 955 et D 942)
- Croix-Sainte-Marie, commune de Douchy-les-Mines D 955 (km 51)
- Haspres (km 56)
- Saulzoir (km 59)
- Montrécourt (km 60)
- Haussy D 955 (km 63)
- Saint-Python D 942 (km 66)
- Solesmes D 955 (km 68)
- Neuvilly (km 72)
- Montay (km 76)
- Le Cateau-Cambrésis D 955 (km 78)